# Betty (песня)
«Betty» — песня американской певицы Тейлор Свифт, вышедшая 17 августа в качестве третьего сингла с восьмого студийного альбома Folklore. Впервые появилась 24 июля 2020 года на лейбле Republic Records вместе с выходом альбома.

## История
Релиз новой песни и альбома прошли 24 июля 2020 года на канале YouTube (7:00 по московскому времени) одновременно с выходом альбома и вместе с музыкальным видео для трека «Cardigan».
«Betty» — это один из трёх треков в альбоме, которые описывают один и тот же любовный треугольник с трёх разных точек зрения в разные периоды их жизни (два других — «Cardigan» и «August»). «Betty» — это рассказ об отношениях в перспективе обманывающего парня Джеймса, у которого была «летняя перепалка» с рассказчиком-женщиной из «August». Джеймс извиняется за свои прошлые ошибки, но не полностью признаёт их, ссылаясь на свой страх перед толпой и «блуждающий взгляд» Бетти в качестве оправдания. Песня сочетает стили фолк-рок и кантри, сопровождается звучанием губной гармоники.
Обозреватель кантри-приложения «Billboard Country Update» Джим Аскер задался вопросом: «Будут ли программисты кантри-чартов приветствовать Свифт обратно в своих хит-парадах?» (где она отсутствовала несколько лет, уйдя в сферу поп-музыки). «Тейлор — самая большая звезда в музыке и трансцендентных форматах», — говорит в интервью Billboard программный директор KKBQ Houston Джонни Чан. «Нам в кантри повезло, потому что по своей сути Тейлор — автор-исполнитель своих песен, и её музыка имеет смысл и значение. Разве не об этом кантри? „Betty“ идеально подходит».

## Отзывы
Ханна Мирлеа из NME назвала «Betty» сладкой мелодией, которая пробуждает ностальгию по старому кантри-саунду Свифт. Точно так же Раиса Брунер из Time также выразила мнение, что в песне Свифт возвращается к своим кантри-корням. Роб Шеффилд из Rolling Stone сравнил губную гармошку в «Betty» с гармоникой в песне Брюса Спрингстина 1975 года «Thunder Road». Джиллиан Мейпс из Pitchfork оценила «Betty» как «юнешскую песню», как сингл the Chicks 1998 года «Wide Open Spaces», но она заметно мудрее и «причудливее», чем школьные романы, о которых Свифт обычно писала в подростковом возрасте. Вринда Джагота, также написавший для Pitchfork, заявила, что песня демонстрирует зрелость и нюансы, которые Свифт приобрела после подросткового возраста.
Эллен Джонсон из журнала Paste назвала трек одной из лучших песен в стиле кантри 2020 года, заявив, что он доказывает, что сочувствие Свифт «действительно не знает границ», поскольку оно написано с точки зрения «сожалеющего» подростка.
Газета The New York Times включила «Betty» в топ-15 своего рейтинга лучших песен 2020 года.
На церемонии 2021 BMI London Awards песня «Betty» выиграла награду в категории «Most Performed Songs of the Year», четвёртую для Свифт (из них две с Эдом Шираном) и первую BMI для Джо Элвина.

## Коммерческий успех
Трек «Betty» дебютировал на шестом и 60-м местах в чартах Hot Country Songs и Country Airplay, соответственно, в неделю с 8 августа 2020 года. Он стал для Свифт её 22-м хитом в top-10 кантри-чарта Hot Country Songs и наивысшим дебютом для женщин после «Meant to Be» Биби Рексы в 2017 году, и первым появлением в этом чарте после «Babe», который был на № 17 в сентябре 2018 года. В Country Airplay он стал для Свифт 36-м хитом в сумме, включая семь чарттопперов и 18 в десятке лучших top-10. Последний раз Свифт появлялась в этой лучшей десятке с песней «Red», достигшей № 7 в декабре 2013 года. В основном хит-параде Billboard Hot 100 «Betty» дебютировал на 42-м месте вместе с релизом всех шестнадцати треков с альбома Folklore.

## Концертные исполнения
Первое живое исполнение песни «Betty» состоялось на 55-й церемонии вручения награды Академии кантри-музыки в концертном зале Grand Ole Opry House 16 сентября 2020 года, что стало первым выступлением Свифт на этом шоу за семь лет. Свифт, сидя перед ярким светом, исполнила песню на акустической гитаре в сопровождении только исполнителя на губной гармошке. Певица была одета в бордовую водолазку с блёстками и брюки цвета хаки от Стеллы Маккартни, она сама сделала себе прическу, макияж и укладку для создания своего образа.

## Участники записи
По данным Pitchfork.
- Тейлор Свифт — вокал, автор, продюсер
- Уильям Бауэри — автор
- Аарон Десснер — продюсер, звукозапись, программирование ударных, электрогитара, фортепиано, перкуссия
- Джек Антонофф — продюсер, звукозапись, ударные, перкуссия, электрогитара, орган, меллотрон
- Лаура Сиск — звукозапись
- Джонатан Лоу — звукозапись
- Serban Ghenea — микширование
- Ренди Меррилл — мастеринг
- Эван Смит — саксофон, кларнет
- Джош Кауфман — звукозапись, гармоника, гитары

## Чарты
| Чарт (2020)                                 | Высшая позиция |
| ------------------------------------------- | -------------- |
| Австралия (ARIA)                            | 22             |
| Австралия (Country Hot 50, TMN)             | 1              |
| Канада (Billboard Canadian Hot 100)         | 32             |
| Португалия (AFP)                            | 150            |
| Шотландия (Scottish Singles Chart)          | 58             |
| Великобритания (UK Singles Downloads Chart) | 92             |
| Великобритания (UK Streaming Chart)         | 46             |
| США (Billboard Hot 100)                     | 42             |
| США (Billboard Country Airplay)             | 32             |
| США (Billboard Hot Country Songs)           | 6              |
| США (Rolling Stone Top 100)                 | 19             |

| Чарт (2020)                       | Позиция |
| --------------------------------- | ------- |
| США (Hot Country Songs Billboard) | 76      |

## Сертификации
| Регион | Сертификация | Продажи |
| --- | ------------ | ------- |
| Канада (Music Canada) | Золотой      | 40,000  |
| * Данные о продажах приведены только на основе сертификации. · Данные о продажах + прослушиваниях приведены только на основе сертификации. |              |         |

## История релиза
| Регион | Дата            | Формат                     | Лейбл                  | Ссылка |
| ------ | --------------- | -------------------------- | ---------------------- | ------ |
| Разные | 24 июля 2020    | Цифровые загрузки стриминг | Republic               | [ 23 ] |
| США    | 17 августа 2020 | Кантри-радио               | Republic/MCA Nashville | [ 37 ] |